# 李丙心
李丙心（1913年—1989年），中華民國（台灣）政治人物，出生於臺北縣平溪鄉（今新北市平溪區）。曾任*臺北市（省轄市）議會第二、三屆議員、臺灣省臨時省議會第三屆議員、臺灣省議會第一屆議員。

## 簡歷
李丙心自平溪公學校（今平溪國民小學）畢業後，於1929年考取臺灣總督府鐵道部，進入鐵路部門服務，在鐵道部任職期間，曾利用公餘參加日本早稻田大學中學科函授班課程，並順利取得學歷。1941年再考上臺北市成淵學校（今成淵高中）法律經濟專科，以半工半讀方式苦學完成學業。李議員從日據時代跨越第二次世界大戰後，在鐵路部門任職長達32年。
1947年，與簡文發等人發起組織臺灣省鐵路工會（今臺灣鐵路工會），任常務理事。
1952年，參加第二屆臺北市議員選舉，不但獲選，並連任二屆。且擔任臺北市議員期間，相當重視民生議題，對交通議題更加重視。
1959年，原任第三屆臺灣省臨時省議會議員的李良榮辭職，由李丙心遞補。
1959年6月，中央改制，第三屆臨時省議會改制為第一屆臺灣省議會，李丙心又順勢擔任首屆省議會議員。1960年，首屆省議員任期屆滿後，即不再參與政治活動。1961年，自鐵路局退休，轉入商界。1989年李丙心與世長辭。

## 榮譽
- 1950年五一勞動節時，獲選為模範工人。
- 1986年被推舉為全國第十二屆模範父親。

## 外部連結
- 台灣省諮議會 李丙心[]